# دومین اتصالی
دومِـین اتصالی (انگلیسی: Binding domain) یک دومین پروتئین است که به اتم یا مولکول خاصی همچون کلسیم یا دی‌ان‌ای متصل می‌شود. دومین اتصالی بخشی از توالی پروتئین و جزئی از ساختار ثالثیه آن است که می‌تواند عملکرد خود را جدا و به‌صورت مستقل از زنجیرهٔ پروتئین، به حیات خود ادامه دهد. هنگام اتصال به مولکول‌های دیگر، پروتئین دچار تغییرات ساختاری می‌شود. این بخش از پروتئین‌ها مهم هستند، چرا که سبب تجزیه، ساخت یا ترجمهٔ پروتئین‌ها می‌گردند.
یک نمونه از دومین‌های اتصالی، انگشت روی است که به دی‌ان‌ای متصل می‌شود و همچنین دست ئی‌اف که به کلسیم وصل می‌شود.